# Simon Birch
Pour les articles homonymes, voir Birch.
Pour plus de détails, voir Fiche technique et Distribution.
Simon Birch est un film américain réalisé par Mark Steven Johnson, sorti en 1998, inspiré du roman de John Irving, Une prière pour Owen.

## Synopsis
Simon Birch est un petit garçon nain. Persuadé que Dieu l'a créé petit pour accomplir quelque chose de grand, il part à la recherche de son destin.

## Fiche technique
Sauf indication contraire, les informations mentionnées dans cette section peuvent être confirmées par la base de données cinématographiques IMDb,  présente dans la section « Liens externes ».
- Titre original et français : Simon Birch
- Réalisation : Mark Steven Johnson
- Scénario : Mark Steven Johnson, d'après le roman de John Irving
- Direction artistique : David Chapman
- Décors : Carolyn « Cal » Loucks ; Dennis Davenport (superviseur)
- Costumes : Betsy Heimann, Abram Waterhouse
- Photographie : Aaron Schneider et Hiro Narita (prises de vues de seconde équipe)
- Musique : Marc Shaiman
- Montage : David Finfer
- Production : Roger Birnbaum, Laurence Mark (en) ; Billy Higgins (coproduction)
- Sociétés de production : Hollywood Pictures, Caravan Pictures
- Société de distribution : Buena Vista Pictures
- Budget : 30 millions de dollars
- Pays d'origine :  États-Unis
- Langue originale : anglais
- Format : couleur - 35 mm - 1,85:1 - son Dolby Digital, DTS
- Genre : Comédie dramatique
- Durée : 114 minutes
- Dates de sortie :

États-Unis : 11 septembre 1998
France : 31 janvier 2004 (sorti directement en DVD)

## Distribution
- Ian Michael Smith (en) (VQ : Lawrence Arcouette) : Simon Birch
- Joseph Mazzello (VQ : Frédéric Millaire-Zouvi) : Joe Wenteworth
- Ashley Judd (VQ : Geneviève De Rocray) : Rebecca Wenteworth
- Oliver Platt (VQ : Luis de Cespedes) : Ben Goodrich
- David Strathairn (VQ : Vincent Davy) : Russell
- Dana Ivey : grand-mère Wenteworth
- Beatrice Winde (en) : Hilde Grove
- Jan Hooks : Miss Leavey
- Cecilley Carroll : Marjorie
- Sumela Kay : Ann
- Sam Morton : Stuart
- Jim Carrey (VF : Arnaud Arbessier et  VQ : Alain Zouvi) : Joe Wenteworth adulte / le narrateur
- John Mazzello : Simon Wenteworth
- Holly Dennison : Mme Birch
- Peter MacNeill : M. Birch
- Addison Bell : Dr Wells
- Roger McKeen : le coach Higgins